# Biblioteca Real dos Países Baixos
A Biblioteca Nacional dos Países Baixos (em neerlandês: Koninklijke Bibliotheek, também conhecida como KB), com sede na Haia, foi fundada em 1798. O rei Lodewijk Napoleón deu-lhe o seu nome atual em 1806. A instituição independizou-se do Estado em 1996, ainda que está financiada pelo Departamento de Educação, Cultura e Ciência.

## Coleção

Logo

A missão da KB, tal como se mostra no @sitio web da biblioteca, «é proporcionar acesso ao conhecimento e a cultura do passado e o presente, proporcionando serviços de alta qualidade para a investigação, o estudo e a experiência cultural». Com esse fim, em 2012 começou-se um projecto de colaboração com Google para o digitalização e difusão de fundos livres de direitos de autor, tendo-se digitalizado uns 160 000 documentos pertencentes aos séculos XVIII e XIX.
O KB contém 3 300 000 artigos (2004), o que equivale a 67 quilómetros de andeis. A maioria deles (2 500 000 ou 48 km) são livros. A coleção contém case toda a literatura dos Países Baixos, desde os manuscritos medievais às modernas publicações científicas. A colecção é acessível para os membros. Qualquer pessoa maior de 16 anos pode converter-se em membro da biblioteca.
Entre as suas jóias possui os Evangelhos de Egmond, elaborados em 975 e  manuscritos em espanhol com poesias do Século de Ouro.««multilingualarchive.com».». web.archive.org</ref>

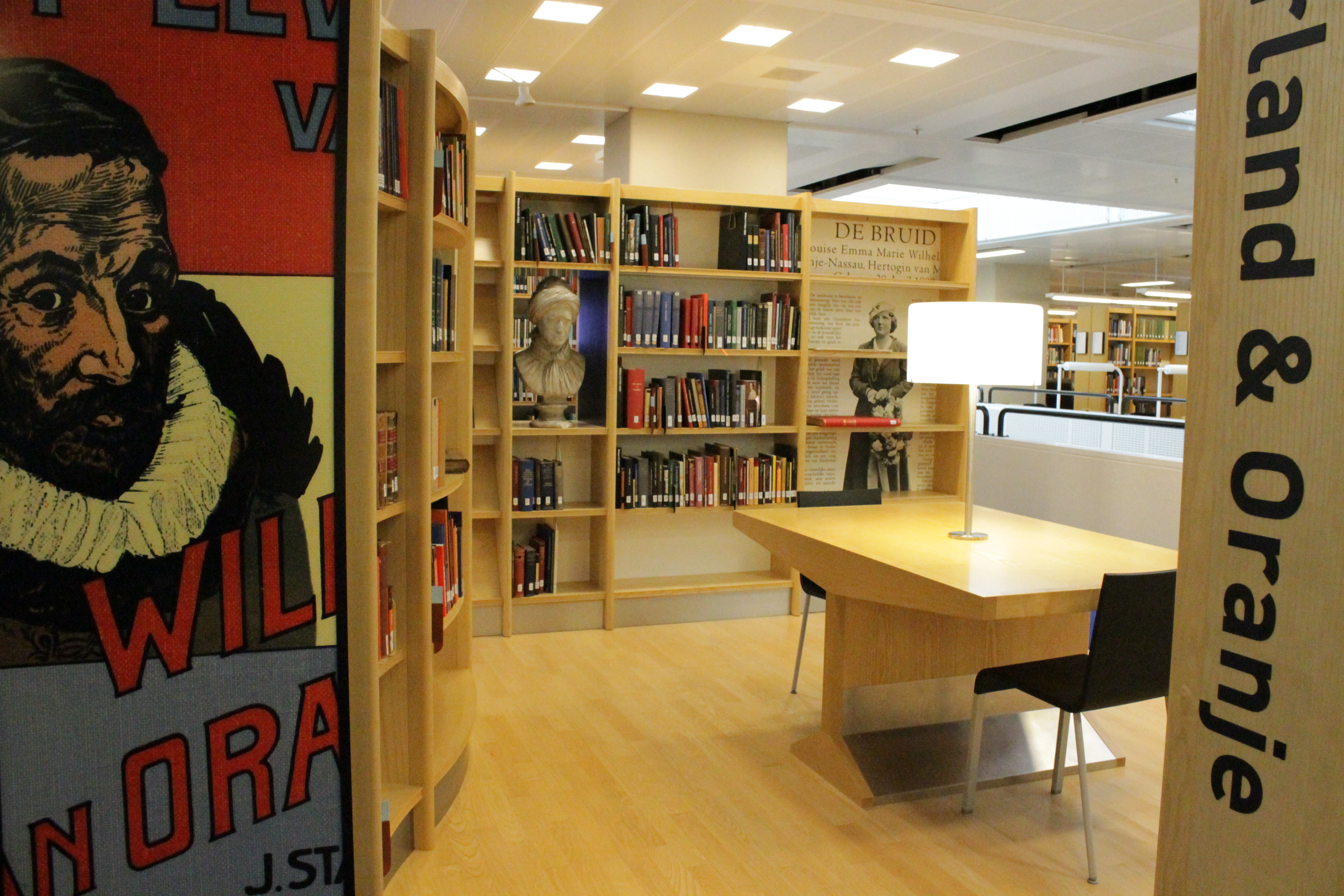
Interior da Biblioteca